# Государственный секретарь РСФСР
Государственный секретарь РСФСР — государственная должность в РСФСР и Российской Федерации, существовавшая с июня 1991 по ноябрь 1992 года (в мае-ноябре 1992 года называлась государственный секретарь при президенте Российской Федерации). За всё время её существования эту должность занимал Геннадий Эдуардович Бурбулис (1945—2022).

## История должности
- С 19 июля по 6 ноября 1991 года — Государственный секретарь РСФСР — Секретарь Государственного совета при президенте РСФСР.
- С 6 ноября по 25 декабря 1991 года — Государственный секретарь РСФСР.
- С 25 декабря 1991 года по 6 мая 1992 года — Государственный секретарь Российской Федерации.
- С 6 мая по 26 ноября 1992 года — государственный секретарь при президенте Российской Федерации.

Должность государственного секретаря РСФСР была учреждена двумя указами президента РСФСР Б. Н. Ельцина от 19 июля 1991 года: Указ № 12 упоминал в составе Государственного совета РСФСР должность Государственного секретаря РСФСР — Секретаря Государственного совета, а Указ № 5 назначал на эту должность Г. Э. Бурбулиса, который перед тем руководил компанией по избранию Б. Н. Ельцина президентом РСФСР. Обязанности государственного секретаря предполагали в первую очередь организацию работы Государственного совета при президенте РСФСР, но занимавший её Г. Э. Бурбулис пользовался значительным влиянием, играя роль «серого кардинала» при Ельцине и определяя принятие многих важных решений. Формально обязанности госсекретаря были установлены положениями «О Государственном совете при Президенте РСФСР» и «О Государственном секретаре РСФСР и его Канцелярии», утверждёнными 14 августа 1991 года распоряжением президента № 17-РП.
Реорганизация исполнительной власти РСФСР, проведенная в начале ноября 1991 года, привела в тому, что для проведения экономической реформы было сформировано Правительство РСФСР под непосредственным руководством президента РСФСР. Это изменение было закреплено указом президента РСФСР № 172 от 6 ноября 1991 года. Фактическим руководителем работы Правительства РСФСР становился первый заместитель председателя Правительства, которым стал государственный секретарь Г. Э. Бурбулис, что ещё больше увеличило значение его роли. Тот же указ отменял действие указа о создании Государственного совета при президенте РСФСР, тем самым его упраздняя. Это преобразование сократило название должности, которое стало звучать просто Государственный секретарь РСФСР (с 25 декабря 1991 года — Государственный секретарь Российской Федерации). О значении государственного секретаря РСФСР в это период свидетельствует то, что 8 декабря 1991 года именно он вместе с Б. Н. Ельциным подписал Беловежские соглашения, фактически положившее конец существованию СССР.
Весной 1992 года произошло уменьшение роли Г. Э. Бурбулиса, что сказалось и на должности госсекретаря: указом от 6 мая 1992 года № 465 должность Государственного секретаря Российской Федерации преобразована в должность государственного секретаря при Президенте Российской Федерации. Это решение, как и поименование должности со строчной буквы, означало существенное снижение её ранга. 8 мая 1992 года на обновлённую должность был вновь назначен Г. Э. Бурбулис.
Следующее понижение статуса Г. Э. Бурбулиса привело и к ликвидации должности госсекретаря. 26 ноября 1992 года Б. Н. Ельцин освободил Бурбулиса от занимаемой должности (указ № 1478) и назначил его руководителем группы советников президента Российской Федерации (указ № 1480). Вместе с этим указом № 1479 должность государственного секретаря при президенте Российской Федерации была упразднена.

## Функции и полномочия государственного секретаря РСФСР
Функции государственного секретаря РСФСР
Согласно Положению о Государственном секретаре РСФСР и его Канцелярии, утверждённому распоряжением президента РСФСР от 14 августа 1991 года № 17-рп, Государственный секретарь:
- организовывал работу Государственного совета РСФСР в соответствии с задачами, указанными в Положении о Государственном совете РСФСР;
- координировал внешнеполитическую деятельность органов управления Российской Федерации;
- координировал взаимодействие органов управления РСФСР с правительствами государств — членов Союза ССР и союзными органами;
- координировал деятельность государственных органов РСФСР в сфере обеспечения государственной безопасности, суверенитета и территориальной целостности Российской Федерации;
- координировал кадровую политику президента РСФСР;
- по поручению президента РСФСР осуществлял иные функции, имеющие важное значение для развития Российской Федерации.

Полномочия государственного секретаря РСФСР
Согласно тому же положению государственный секретарь:
- представлял президенту РСФСР кандидатуры государственных советников РСФСР;
- по поручению президента РСФСР или в его отсутствие председательствовал на заседаниях Государственного совета РСФСР;
- давал поручения членам Государственного совета РСФСР о подготовке вопросов к заседаниям совета в соответствии с Регламентом Государственного совета РСФСР;
- формировал повестку дня заседаний Государственного совета РСФСР, визировал его рекомендации, заключения и иные решения;
- координировал деятельность членов Государственного совета РСФСР;
- участвовал в заседаниях Совета по делам Федерации и территорий, Совета безопасности РСФСР и других органов, образуемых президентом РСФСР, а также Совета министров РСФСР;
- готовил и визировал указы и распоряжения президента РСФСР, издаваемые по вопросам, входящим в компетенцию Государственного совета РСФСР;
- обеспечивал соблюдение процедуры подготовки официальных документов президента РСФСР по вопросам, отнесённым к компетенции Государственного совета РСФСР. В случае нарушения установленной процедуры ставил перед президентом РСФСР вопрос об устранении допущенных нарушений и привлечении к ответственности должностных лиц, вплоть до освобождения от занимаемой должности;
- мог запрашивать и получать от центральных, республиканских и местных органов исполнительной власти нормативные акты и другие материалы, необходимые для деятельности Государственного совета РСФСР;
- по поручению президента РСФСР представлял его в отношениях с органами власти Союза ССР, государств — членов Союза, республик в составе РСФСР;
- по поручению президента РСФСР представлял его в отношениях с иностранными государствами
- мог вносить предложения на рассмотрение Совета министров РСФСР, Совета безопасности РСФСР и других органов, образуемых президентом РСФСР
- согласовывал кандидатуры руководителей Администрации президента РСФСР и принципиальные вопросы их деятельности;
- готовил проекты распоряжений президента РСФСР по вопросам организации деятельности Государственного совета РСФСР;
- мог издавать распоряжения и приказы по вопросам организации и деятельности Канцелярии Государственного секретаря РСФСР.

## Канцелярия Государственного секретаря РСФСР
Для осуществления своих функций и полномочий Государственный секретарь РСФСР формировал Канцелярию Государственного секретаря РСФСР. Канцелярия входила в состав Администрации президента России.
Указом президента РСФСР от 19 сентября 1991 года № 126 заведующим Канцелярией Государственного секретаря РСФСР назначен Поляков, Сергей Фёдорович. Указом президента Российской Федерации от 22 февраля 1993 г. № 273 Канцелярия Государственного секретаря Российской Федерации упразднена.